# Junno (jezioro)
Junno, Jezioro Jumno (kaszb. Jezoro Junno) – jezioro na Pojezierzu Kaszubskim w powiecie kartuskim (województwo pomorskie). Jezioro Junno położone jest na północnozachodnim krańcu Kaszubskiego Parku Krajobrazowego w zespole jezior potęgowskich znajduje się na trasie dwóch szlaków turystycznych: Kaszubskiego i Wzgórz Szymbarskich.
Ogólna powierzchnia: 55,6 ha